# José Martins (cyclisme, 1951)
Pour les articles homonymes, voir José Martins.
José Freitas Martins, né le 19 septembre 1951 à Golães (Fafe), est un coureur cycliste professionnel portugais.

## Palmarès
- 1971
  - 3e du championnat du Portugal sur route amateurs
  - 3e du championnat du Portugal de la course de côte
- 1972
  - 2e du Tour du Portugal
- 1973
  - 8e étape du Grande Prémio Nocal
  - 2e du Circuit de Malveira
  - 3e du Tour du Portugal
- 1974
  - Tour de Madère
  - Grand Prix de Porto
  - Prologue et 3eb étape du Tour de Catalogne
  - Prologue du Tour de Majorque
  - 3e du Tour des Asturies
- 1975
  - Tour des vallées minières
  - 2e de la Klasika Primavera
  - 2e du Tour d'Aragon
  - 3e du championnat du Portugal sur route
  - 3e du Tour de Catalogne
  - 3e de l'Escalade de Montjuïc
  - 5e du Tour du Pays Basque
  - 8e du Tour d'Espagne
- 1976
  - 4e du Tour de Suisse
  - 7e de la Semaine catalane
- 1977
  - Saragosse-Sabiñánigo
- 1978
  - 2ea étape du Tour de Cantabrie (contre-la-montre par équipes)
- 1980
  - 11e étape du Tour du Portugal
- 1983
  - Tour de Vila Nova de Gaia

## Résultats sur les grands tours

### Tour de France
4 participations
- 1973 : 33e
- 1976 : 12e
- 1977 : 17e
- 1978 : 22e

### Tour d'Espagne
5 participations
- 1973 : 38e
- 1974 : abandon (4e étape)
- 1975 : 8e
- 1976 : 15e
- 1978 : 20e